# 布托讷河畔布里尤
布托訥河畔布里尤（法語：Brioux-sur-Boutonne，法語發音：[bʁiju syʁ butɔn]）是法国德塞夫勒省的一个市镇，属于尼奥尔区。

## 地理
布托讷河畔布里尤（46°8'32"N, 0°13'23"W）面积15.49 平方千米，位于法国新阿基坦大区德塞夫勒省，该省份为法国西部内陆省份，北起曼恩-卢瓦尔省，西接旺代省，南至夏朗德省和滨海夏朗德省，东临维埃纳省。
与布托讷河畔布里尤接壤的市镇（或旧市镇、城区）包括：普瓦图地区阿涅尔、谢里涅、瑞耶、吕斯赖、佩里涅、塞利涅、布托讷河畔韦尔努、维勒福莱、梅勒。

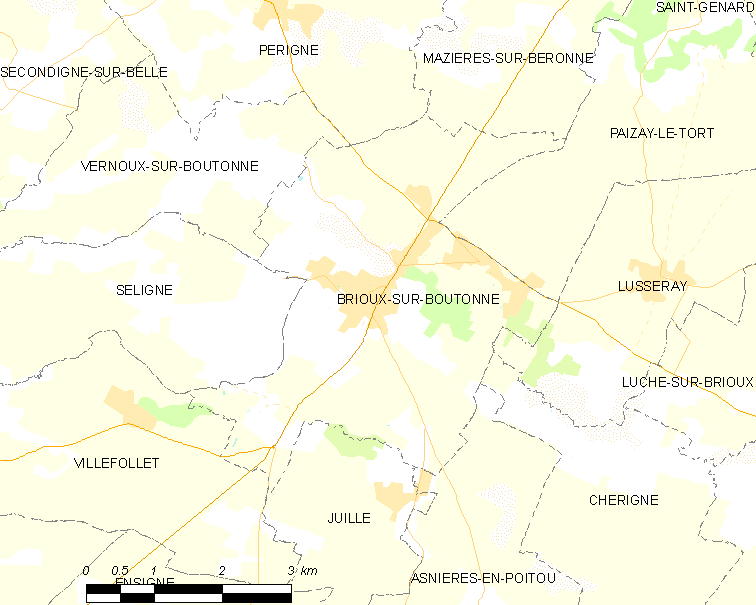
布托讷河畔布里尤的OSM定位图

布托讷河畔布里尤的时区为UTC+01:00、UTC+02:00（夏令时）。

## 行政
布托讷河畔布里尤的邮政编码为79170，INSEE市镇编码为79057。

## 政治
布托讷河畔布里尤所属的省级选区为米尼翁-布托讷县。

## 人口

1962-2008年间布托讷河畔布里尤人口变化图示

布托讷河畔布里尤于2022年1月1日时的人口数量为1434人。